# Asiria (provincie romană)

Provincia romană Asiria în anul 117 î.Hr..

Provincia Asiria a fost o provincie romană creată de împăratul Traian în urma campaniei victorioase împotriva Imperiului Part. Existența acestei provincii romane a fost de scurtă durată, de numai doi ani, între 116 - 118 d.Hr., ea destrămându-se odată cu retragerea trupelor romane realizată de Hadrian.

## Istorie
Asiria a fost (împreună cu Armenia și Mesopotamia) una dintre cele trei provincii create în 116 d.Hr. de către împăratul roman Traian în urma succesului campaniei militare împotriva Imperiului Part (teritoriu apaținând în prezent Irakului).
În ciuda victoriei militare romane, provincia creată de Traian a cunoscut dificultăți încă de la început. În 116, un prinț al parților numit Santruces a organizat o revoltă armată a localnicilor din noile provincii romane. În timpul revoltei, garnizoanele romane din Asiria și Mesopotamia au fost nevoite să se retragă de pe pozițiile pe care le ocupau și un general roman a fost ucis în timp ce trupele sale încercau, fără succes, să oprească revolta.
După moartea lui Traian, în 117, Hadrian, succesorul său, a implementat o nouă politică cu privire la teritoriile recent cucerite din est. Hadrian a considerat că imperiul se extinsese prea mult și a decis să retragă dominația romană la frontiere mai ușor de apărat. Ca urmare, în anul 118 Hadrian a evacuat cele trei provinci cucerite de Traian.